# Лискорня
Лискорня (пол. Łyskornia) — село в Польщі, у гміні Біла Велюнського повіту Лодзинського воєводства.
Населення — 655 осіб (2011).
У 1975-1998 роках село належало до Серадзького воєводства.

## Демографія
Демографічна структура станом на 31 березня 2011 року:
|          | Загалом | Допрацездатний вік | Працездатний вік | Постпрацездатний вік |
| -------- | ------- | ------------------ | ---------------- | -------------------- |
| Чоловіки | 330     | 66                 | 232              | 32                   |
| Жінки    | 325     | 64                 | 179              | 82                   |
| Разом    | 655     | 130                | 411              | 114                  |